# Russell James
Russell James (* 1962 in Perth, Australien) ist ein australischer Fotograf.

## Biografie
Russell James stammt aus einer Arbeiterfamilie. Mit 14 Jahren brach er die Schule ab und schlug sich mit Gelegenheitsjobs durch, bis er schließlich als Polizist in einer Terrorspezialeinheit arbeitete. Er reiste dann nach Japan und Schweden. 1989 kam er in die Vereinigten Staaten, wo er auch die Fotografie für sich entdeckte. Der Durchbruch gelang ihm schließlich sechs Jahre später bei einem Shooting für das W Magazine.
James zählt zu den Top-Modefotografen und fotografierte unter anderem für Vogue, Sports Illustrated, American Photo, Marie Claire, und GQ. Außerdem ist er einer der Hauptfotografen von Victoria’s Secret. Er hat mit vielen Models und Schauspielern gearbeitet, wie zum Beispiel Alessandra Ambrósio, Tyra Banks, Gisele Bündchen, Naomi Campbell, Karolína Kurková, Adriana Lima, Michelle Alves, Marisa Miller, Ana Beatriz Barros, Heidi Klum, Angela Lindvall, Miranda Kerr, Erin Wasson und Scarlett Johansson.
Russell James war mehrmals bei America’s Next Top Model, Australia’s Next Top Model und Germany’s Next Topmodel als Fotograf bzw. Juror zu Gast. Neben seiner Arbeit als Fotograf dreht er auch Musikvideos oder machte TV-Spots für Victoria’s Secret und Gillette.
2007 gewann der den Hasselblad Masters Award.

## Bücher
- Ellen von Unwerth, Raphael Mazzucco, Russell James (photographers): "Sexy" : A Tribute to a Decade of Sexy Swimwear, Victoria’s Secret, 2005 (3 volumes).